# Pehr Henrik Ling
Pehr Henrik Ling (15. listopadu 1776 Södra Ljunga – 3. května 1839 Stockholm) byl švédský pedagog a spisovatel, známý především jako propagátor zdravotního tělocviku.
Jeho otec byl pastor, matka pocházela z rodiny vědce Olause Rudbecka. Vystudoval teologii na Uppsalské univerzitě, poté cestoval po Evropě. V roce 1801 se na straně dánského námořnictva zúčastnil bitvy u Kodaně. Po návratu do Švédska vyučoval lingvistiku na Lundské univerzitě, kde také působil jako mistr šermu. V důsledku dobrodružného života, který v mládí vedl, trpěl silným revmatismem a proto zkoumal účinky pravidelného tělesného cvičení na zlepšení zdravotního stavu. Inspiroval se knihou Gymnastik für die Jugend, kterou napsal německý učitel Johann Christoph Friedrich GutsMuths, čínskou medicínou i poznatky moderní anatomie, byl průkopníkem klasické švédské masáže a vyvinul tělocvičné nářadí i kalistheniku. V jeho koncepci se gymnastika dělila na čtyři druhy podle účelu: pedagogická, léčebná, vojenská a estetická. V roce 1813 založil ve Stockholmu Gymnastik- och idrottshögskolan jako první sportovní vysokou školu na světě.
Napsal také množství básní, dramat a odborných pojednání o švédské historii a mytologii, byl členem literárního sdružení Gótská společnost. V roce 1835 byl jmenován členem Švédské akademie, byl mu také udělen Řád polární hvězdy.
Na jeho počest se ve Švédsku pořádaly tělovýchovné slavnosti nazvané lingiáda. V Göteborgu mu byl odhalen pomník, jehož autorem byl Hans Michelsen. Medaile udělované na Letních olympijských hrách 1912 měly na rubu Lingův portrét.